# Porselen
Porselen ist ein Stadtteil von Heinsberg im Kreis Heinsberg und liegt an der Wurm. Zu Porselen gehören auch die Ortsteile Bleckden, die Schanz und die Porselener Mühle. Das Dorf bildet zusammen mit dem angrenzenden Dorf Horst einen Stadtbezirk der Stadt Heinsberg. 

## Geschichte
Porselen wird erstmals in einer Urkunde aus dem Jahre 1283 indirekt erwähnt: de Porcele.
Das Dorf gehörte seit jeher zur Pfarre Dremmen. 1891 erhielt es eine Kapelle und wurde zum Rektorat, 1914 dann zur Pfarre erhoben. 
Von der Zeit der französischen Besetzung bis 1932 gehörte Porselen zur Gemeinde Hilfarth. Nach der Ausgliederung Hilfarths aus dem „alten“ Kreis Heinsberg wurde Porselen eigenständige Gemeinde in der Bürgermeisterei Dremmen und gehörte zum Landkreis Geilenkirchen-Heinsberg.

## Gemeindeverwaltung
Am 1. Januar 1969 wurde der Ort nach Oberbruch-Dremmen eingemeindet.
Mit Wirkung vom 1. Januar 1972 im Zuge der kommunalen Neuordnung durch das Aachen-Gesetz (§ 27) wurde die Gemeinde Oberbruch-Dremmen (und somit auch Porselen) mit Heinsberg zusammengeschlossen und bildet nun, zusammen mit Horst, einen Stadtbezirk innerhalb der Stadt Heinsberg.
Der Stadtbezirk Porselen/Horst wird durch den gewählten Ortsvorsteher im Stadtrat von Heinsberg vertreten. Horst wurde im Rahmen des Landeswettbewerbes Unser Dorf hat Zukunft nominiert und auf Kreisebene 2014 zum Golddorf gewählt.

## Wirtschaft und Infrastruktur

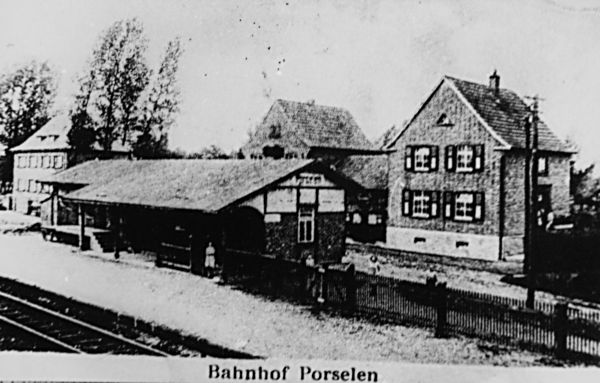
Ehemaliger Bahnhof Porselen

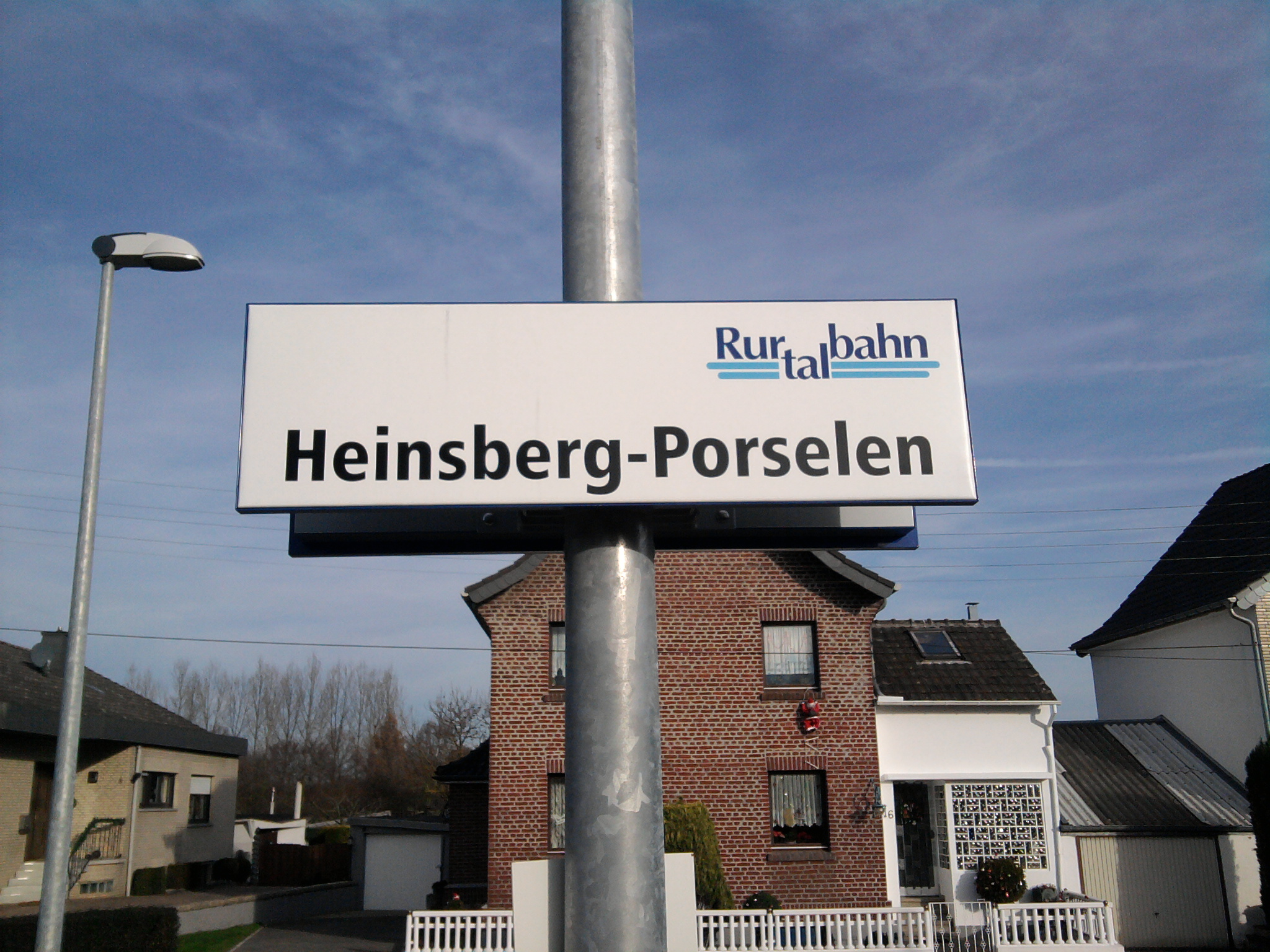
Haltestelle der Rurtalbahn GmbH auf der Wurmtalbahnstrecke Heinsberg-Lindern

Durch Porselen verläuft die Buslinie 493, welche wochentags auf unterschiedlichen Linienführungen zwischen der Heinsberger Kernstadt und dem Bahnhof Lindern eine Verbindung herstellt. Zusätzlich verkehrt an Schultagen eine Fahrt der Linie 492. Abends und am Wochenende kann der MultiBus angefordert werden.
| Linie | Verlauf |
| ----- | --- |
| 493   | Heinsberg Busbf – (Heinsberg Kreishaus –) Schafhausen – Eschweiler – Grebben – Oberbruch – Hülhoven – Dremmen – (Dremmen Bf –) Porselen – Horst – Randerath – (Lindern Linnicher Str. ←) Lindern Bf – Linnich-SIG Combibloc |

Porselen liegt an der Bahnstrecke Heinsberg–Lindern. 
| Linie | Zuglauf | Taktfrequenz |
| ----- | --- | ------------ |
| RB 33 | Rhein-Niers-Bahn: Heinsberg (Rheinl) – Heinsberg Kreishaus – Heinsberg-Oberbruch – Heinsberg-Dremmen – Heinsberg-Porselen – Heinsberg-Horst – Heinsberg-Randerath – Lindern – Geilenkirchen – Übach-Palenberg – Herzogenrath – Kohlscheid – Aachen West – Aachen Schanz – Aachen Hbf Stand: Fahrplanwechsel Juni 2022 | 60 min       |

## Söhne und Töchter Porselens
- Rudolf Debiel (1931–2015), Schauspieler, Autor und Produzent